# シャモセール
シャモセール (Chamossaire) はイギリス産のサラブレッド。競走馬としては1945年のセントレジャーステークスで優勝し、種牡馬としては1964年のイギリスの種牡馬チャンピオンになった。
本馬のカタカナ表記については、「シャモセール」、「シャモセア」、「チャモセール」などの表記が散見されるが、本項では「シャモセール」で統一する。

## 血統背景
スピードタイプの牝馬に、ステイヤー血統であるプレシピテーションを交配して生まれたシャモセールは、当時のイギリスのクラシックを勝つための理想的な配合であると考えられている。

### 母馬
本馬の母スノーベリー（Snowberry）は、競走馬時代にロイヤルアスコット開催のクイーンメアリーステークスなどに勝った快速馬である。また、その母ミロベラ（Myrobella）は1932年の2歳牝馬チャンピオンで、3歳時にはジュライカップに勝っている。近親には2000ギニー優勝馬で4度リーディングサイアーになったビッグゲーム(Big Game)や4代母ゴンドロット(Gondolette)からはハイペリオン、シックル、ファラモンド、モスボローなどサイアーラインを伸ばした名馬が並んでいる。

### 父馬
詳細はプリシピテイション及びプレシピテーション参照。
プレシピテーション(Precipitation)は典型的なハリーオン系らしく、大型で晩成のためクラシックシーズンには間に合わなかったが、古馬になって、1937年のアスコットゴールドカップに優勝した。種牡馬になると、クラシック優勝歴が無いにもかかわらず300ギニーという高額の種付料を設定したが、すぐに数年分の予約が入るほどの人気となった。その初年度産駒が競走年齢に達する前に種付けされて誕生したのが本馬である。
プレシピテーションの初年度産駒からは一流馬は出なかったが、2年目の産駒からはオークス優勝馬ホワイハリー（Why Hurry）が登場した。本馬はホワイハリーがオークスに勝った年に競走年齢（2歳）に達した。のちにプレシピテーションの産駒からは多くの一流競走馬、成功種牡馬が登場することになるが、本馬はその先駆けとなった。

## 競走馬時代
第二次世界大戦末期に競走生活に入り、戦時クラシックで好走した後、秋のセントレジャーに勝った。

### 誕生まで
本馬の種付けが行われた1941年の春は第二次世界大戦の最中で、イギリスではロンドン大空襲やバトル・オブ・ブリテンと呼ばれるドイツからの空襲部隊との航空戦が繰り広げられていた。戦争の影響は競馬にも及び、イギリス全土で競馬は縮小の方向だったが、とりわけ本馬が誕生した1942年からはダービーの開催日が移されるなど、影響が本格化してきていた。

### 1歳時（1943年）
イヤリングセールで、馬主のスタンホープ・ジョエル（Stanhope Joel）の代理人ウォルター・アール（Walter Earl）がシャモセールを2700ギニーで購入した。スタンホープは、スイスのアルプス連峰の一つであるシャモセール山（en:Le Chamossaire）から馬名をつけた。シャモセールはニューマーケットのリチャード・ディック・ペリーマン（Richard "Dick" Perryman）調教師のボーフォートハウス厩舎（Beaufort House）に預けられた。

### 2歳時（1944年）
6月にノルマンディー上陸作戦があり、連合軍は戦況を大きく押し戻した。しかしドイツはロケット兵器によってイギリス本土への空爆を激化させ、ロンドンに近いエプソム、ドンカスター、アスコットの競馬場は閉鎖を余儀なくされた。
この年のシャモセールは3戦2勝の成績を残し、フリーハンデではトップのダンテから7ポンド差の126ポンドで2番手の評価を得た。

### 3歳時（1945年）
3歳時は初戦でハイピーク（High Peak）、ロイヤルチャージャー（Royal Charger）に敗れ3着となったあと、2000ギニーに出走した。
この年の1000ギニー開催当日にドイツは降伏した。しかし、多くの競馬場はすぐに再開が出来る状態になく、クラシックレースを含む多くの競走がこの年も開催地を変えて行われた。
2000ギニーは、いつもの直線路のローリーマイルコースではなく、ジュライコースで行われた。本命のダンテにはアクシデントがあり、勝ったのはコートマーシャル（Court Martial）だった。ダンテが2着で、3着にロイヤルチャージャー、シャモセールは4着だった。
次戦のダービーもニューマーケット競馬場で代替となり、2000ギニーと同じジュライコースで行われた。『2000ギニーの4着馬はダービーに勝つ』というイギリスのジンクスを引き合いに出し、シャモセールの長距離適性に期待する向きもあったが、下馬評通りダンテが巻き返して2着に2馬身差で優勝した。2着争いは接戦になり、シャモセールは頭差、クビ差で4着だった。
シャモセールは夏にも出走し、プリンセスオブウェールズステークス(Princess of Wales's Stake、12f)でスターリングキャッスル（Stirling Castle）に次ぐ2着の後、キャベナムステークス（Cavenham Stakes、12f）で勝利した。
夏には日本も降伏して第二次世界大戦は終わったが、ドンカスター競馬場はすぐに競馬を再開できる状況になく、セントレジャーはイギリス中北部のヨーク競馬場で行われることになった。戦争が終わったことで競馬の賞金は以前の水準まで戻り、この年のセントレジャーの賞金は10000ポンドを超え、結果的にこの年の最高賞金レースとなった。ダービー馬のダンテがリタイヤしたため、人気になったのはオークスで2着だった牝馬のナイシャプール（Naishapur）だった。夏に敗れたスターリングキャッスルが先頭で直線を迎えたが、シャモセールは残り1ハロンで先頭に立つと、後続を2馬身抑えて優勝した。
このあとシャモセールは14ハロンのジョッキークラブステークス、2マイルのジョッキークラブカップの両方で2着になった。

### 4歳時（1946年）
古馬になってゴールドカップを目指したが、結局出走しないまま引退することになった。

## 種牡馬時代
シャモセールはニューマーケット近郊で種牡馬になった。産駒にはムラがあったが、晩年の産駒に名馬サンタクロースが出て、その活躍によって種牡馬チャンピオンの座に輝いた。

### 初期の産駒
シャモセールが種牡馬になって最初の活躍馬は1948年生まれのルサージュ（Le Sage）で、1951年のサセックスステークスに勝った。
その後、1950年生まれのアイルランド産馬シャミエ（Chamier）がアイルランドで活躍し、秋にはアメリカ遠征をして良績を残した。フランスでは1953年生まれのカンブルマー（Cambremer）がイギリス遠征を行ってセントレジャーを制した。イギリス産馬としては1958年に生まれたユアハイネス（Your Highness）がアイルランドで好成績を残し、古馬になってイギリスでまずまずの成績を残した。
のちにシャミエとユアハイネスは日本へ種牡馬として輸入された。

### 種牡馬チャンピオン
1961年生まれのサンタクロース（Santa Claus）はイギリス産馬だがアイルランドに連れて行かれて調教を受けた。2歳の頃から頭角を現し、翌年のイギリスダービーの本命馬と目されるようになった。サンタクロースはアイルランドの2000ギニーを足がかりにイギリスダービーに向かい、人気に応えて優勝した。サンタクロースはアイルランドに戻ると、大幅に賞金が増えたアイルランドのダービーも勝ち、史上2頭目の英愛ダービー制覇を遂げた。
この活躍によって、シャモセールはこの年のイギリスの種牡馬チャンピオンになった。
サンタクロースは種牡馬として早死したものの、「サンタクロース系」と呼ばれる小父系を築いた。シャミエは種牡馬として一定の成功の後、日本へ輸入されたがこれといった成果は出なかった。同じく日本へ輸入されたユアハイネスは名牝スターロッチに配合されて牝馬スターハイネスを出した。スターハイネスは繁殖牝馬となって、子孫にサクラシンゲキ、サクラユタカオー、サクラスターオーなどを出した。このほかミホノブルボンの血統表で3代前にも登場し、日本の競馬に名を残した。

### シャモセールの主な父系子孫
- 「英」はイギリス、「愛」はアイルランドを示す。
- 馬名の前の「＊」は日本輸入馬を示す。

- シャモセール（Chamossaire） 牡馬 1942生 セントレジャー 1964英チャンピオンサイヤー
  - Le Sage 牡馬 1948年 サセックスS
  - カンブルマー 牡馬 1953生 セントレジャー カドラン賞
  - ＊ユアハイネス 牡馬 1958生 愛ダービー 愛セントレジャー2着
  - サンタクロース 牡馬 1961生 英ダービー、愛ダービー、愛2000ギニー
    - Reindeer 牡馬 1966生 愛セントレジャー ケルゴルレイ賞
    - Santa Tina 牝馬 1967生 愛オークス
    - Bonne Noel 牡馬 1969生 イボアハンデ
      - Noelino 騸馬 1976生 ニジンスキーステークスG2
      - Little Bonny 牝馬 1977 パンアメリカンハンデG2、ヴェルメイユ賞2着、愛オークス2着

    - Father Christmas 牡馬 1970生
      - Deck the Halls 牝馬 1977生 ローズヒルギニーG1

    - ウエスタンリバー 牡馬 1970 日本経済賞2着

  - ＊シャミエ 牡馬 1950生 愛ダービー ワシントンDCインターナショナル4着
    - シャモール（Chamour）牡馬 1957 愛ダービー
    - ライトイヤー（Light Year）牡馬 1958 愛2000ギニー

## 血統表
| シャモセールの血統（ハリーオン系） | シャモセールの血統（ハリーオン系） | シャモセールの血統（ハリーオン系） | （血統表の出典）        | （血統表の出典） |
| 父 Precipitation (GB) 1933         | 父の父Hurry On (GB) 1913           | Marcovil                           | Marco                   | Marco            |
| 父 Precipitation (GB) 1933         | 父の父Hurry On (GB) 1913           | Marcovil                           | Lady Villikins          |                  |
| 父 Precipitation (GB) 1933         | 父の父Hurry On (GB) 1913           | Toute Suite                        | Sainfoin                | Sainfoin         |
| 父 Precipitation (GB) 1933         | 父の父Hurry On (GB) 1913           | Toute Suite                        | Star                    |                  |
| 父 Precipitation (GB) 1933         | 父の母Double Life (GB) 1926        | Bachelor's Double                  | Tredennis               | Tredennis        |
| 父 Precipitation (GB) 1933         | 父の母Double Life (GB) 1926        | Bachelor's Double                  | Lady Bawn               |                  |
| 父 Precipitation (GB) 1933         | 父の母Double Life (GB) 1926        | Saint Joan                         | Willbrook               | Willbrook        |
| 父 Precipitation (GB) 1933         | 父の母Double Life (GB) 1926        | Saint Joan                         | Flo Desmond             |                  |
| 母 Snowberry (GB) 1937             | 母の父Cameronian(GB) 1928          | Pharos                             | Phalaris                | Phalaris         |
| 母 Snowberry (GB) 1937             | 母の父Cameronian(GB) 1928          | Pharos                             | Scapa Flow              |                  |
| 母 Snowberry (GB) 1937             | 母の父Cameronian(GB) 1928          | Una Cameron                        | Gainsborough            | Gainsborough     |
| 母 Snowberry (GB) 1937             | 母の父Cameronian(GB) 1928          | Una Cameron                        | Cherimoya               |                  |
| 母 Snowberry (GB) 1937             | 母の母Myrobella (IRE) 1930         | Tetratema                          | The Tetrarch            | The Tetrarch     |
| 母 Snowberry (GB) 1937             | 母の母Myrobella (IRE) 1930         | Tetratema                          | Scotch Gift             |                  |
| 母 Snowberry (GB) 1937             | 母の母Myrobella (IRE) 1930         | Dolabella                          | White Eagle             | White Eagle      |
| 母 Snowberry (GB) 1937             | 母の母Myrobella (IRE) 1930         | Dolabella                          | Gondolette (Family:6-e) |                  |